# Franz Merkel (Politiker)
Franz Merkel (* 15. März 1754 in Heusenstamm; † 12. April 1824 ebenda) war ein deutscher Ökonom und Landtagsabgeordneter des ersten gewählten Landtags im Großherzogtum Hessen. 

## Herkunft
Franz Merkel wurde 1754 in Heusenstamm als Sohn des katholischen Gastwirtsehepaares Andreas und Anna Maria Merkel geboren. Die Eheleute Merkel waren Gastwirte des ältesten Gasthofes in Heusenstamm, des „Goldenen Löwen“. Vater Andreas Merkel hatte sich 1749 von der Regentin Gräfin Maria-Theresia von Schönborn das Monopol zur Herstellung von Branntwein gesichert. Außerdem besaß Familie Merkel bis 1848 das „Wirtschaftsmonopol“ in Heusenstamm, was das Familieneinkommen sicherte. Franz Merkels Frau, Margaretha Merkel, verstarb 1793. 

## Politik
Nach der Neuordnung Deutschlands durch den Wiener Kongress 1815 gehörte Heusenstamm ab 1816 zum Großherzogtum Hessen. Mit der hessischen Verfassung von 1820 konstituierte sich in Darmstadt am 27. Mai 1820 der Landtag, die Landstände des Großherzogtums Hessen, welcher damals noch ein Zweikammersystem darstellte. In der ersten Kammer saßen 50 vom Großherzog berufene Abgeordnete, meist Adelige und verdiente Bürger. Die zweite Kammer bestand aus 44 demokratisch gewählten Abgeordneten, zu welchen auch Franz Merkel gehörte. Durch das damals gebräuchliche Zensuswahlrecht waren nur männliche Personen ab 25 Jahren mit höherem Steueraufkommen zur Abgeordnetenwahl in den Landtag zugelassen. Aus diesen Gründen erfüllten nicht einmal 1000 Personen im gesamten Großherzogtum die rechtlichen Voraussetzungen, um in den Landtag gewählt zu werden. Franz Merkel wurde im Alter von 66 Jahren im Wahlbezirk Starkenburg 1/Heusenstamm, welcher damals bis Sprendlingen reichte, für das Abgeordnetenhaus gewählt. Merkel betätigte sich politisch vier Jahre bis zu seinem Tod 1824. Über die politische Gesinnung Merkels ist nichts bekannt, da sich damals noch keine Parteien mit politischen Programmen gebildet hatten.